# Izrail Métter
Izrail Moiseiévich Métter (del ruso:  Израиль Моисеевич Меттер) (n. Járkov, Ucrania, 5-10-1909, † San Petersburgo, 7-10-1996) fue un escritor ruso de origen judío. Su obra más conocida internacionalmente es la novela autobiográfica La quinta esquina.

## Vida y obra

### Años de formación y primeras publicaciones
Izrail Métter nació en Járkov en 1909, en el seno de una familia judía propietaria de una pequeña fábrica de macarrones poco antes fundada.  Estudió secundaria en la escuela hebrea del movimiento Tarbut en su ciudad natal y entre 1926 y 1929 asistió a la facultad de Ciencias Físicas y Matemáticas de la Universidad de Járkov, entonces denominada Instituto Nacional de Educación, pero no consiguió licenciarse, porque sus orígenes “burgueses” le cerraban las puertas de una carrera universitaria, a lo que se unía la reticencia ante su educación “sionista”.
No obstante, Métter concluyó su formación de forma autodidacta y se hizo profesor de matemáticas, dando clases a adolescentes en Siberia y a jóvenes militares en San Petersburgo, en esa época Leningrado, ciudad a la que se trasladó en 1929. Ya para entonces había visto la luz su primera publicación, en la revista ucraniana Nueva Generación, a la que siguieron otras en revistas rusas. En una de ellas, Literatura Contemporánea, se publicó en 1935 la novela autobiográfica El fin de la infancia, editada en volumen al año siguiente, acerca de la vida de una familia judía y la destrucción causada por la Primera Guerra Mundial, la revolución y la guerra civil.

### Guerra Mundial y posguerra
Al estallar la Segunda Guerra Mundial, y en pleno sitio de Leningrado, Métter fue contratado para realizar colaboraciones satíricas antinazis, hasta que en 1942 fue evacuado a Perm, entonces rebautizada Molotov,  cerca de los Urales. En esa época, en colaboración con Levin Métter, escribió una serie de obras sobre la participación de la gente corriente en la guerra: Nuestro corresponsal (1942), Luces del Norte (1943), Nueva Era (1948).
En los años de posguerra, en colaboración con A. Khazin, Métter escribió sátiras y parodias para los escenarios teatrales de Leningrado y también guiones para el conocido autor de cómics Arkadi Raikin, además de mantener una sostenida producción de novelas y cuentos (Camaradas, 1952; El maestro, 1954; La primera lección, 1956; Reunión, 1957; El resentimiento, 1960; En la conciencia 1965; Personas, 1968;; Vidas cotidianas, 1974; Entre la gente, 1979; Rendezvous, 1982). Algunos de  sus relatos y novelas que toman como pretexto argumentos policiacos fueron llevados al cine en la Unión Soviética con bastante éxito; así Sucedió en la policía, dirigida en 1963 por Willen Azarov y, sobre todo, A mí, Mujtar, dirigida en 1964 por Semyon Tumanov y basada en la novela Mujtar, de 1960, que toma su nombre del perro policía coprotagonista.

### La quinta esquina
La obra más importante de Métter es, sin duda, La quinta esquina, escrita entre 1958 y 1966, pero que no pudo publicarse hasta 1989, con la relajación de la censura que trajo consigo la perestroika, aunque en 1964 apareció, con el título de Katia, una breve versión extractada, en la que se habían expurgado todas las escenas políticas y alusiones comprometidas. A lo largo de ese casi cuarto de siglo, el manuscrito, mecanografiado trabajosamente por la esposa de Métter –la bailarina del Teatro Mariinski y artista de honor de la RSFSR Ksenia Zlatkovski-, permaneció oculto en diversos escondites domésticos para ponerlo a salvo de eventuales registros del KGB.
La novela narra, en un mosaico de escenas sin orden cronológico, la vida entre 1920 y 1940 de Boria, un protagonista de intenso carácter autobiográfico, hasta el punto de que se ha podido afirmar que «es evidente que Boria es la versión literaria del propio Izrail Métter». El título de la obra es una referencia al siniestro juego de los agentes del KGB de golpear al detenido mientras le compelían a buscar la «quinta esquina» de una habitación cuadrada, así como a la «quinta categoría» social en la que, como hijo de comerciante, estaban clasificados oficialmente el protagonista y el autor; pero también una alusión a la monstruosa irracionalidad del totalitarismo, e incluso al destino de los judíos como «quinto párrafo» en la clasificación étnica de los ciudadanos de la URSS.
La publicación de La quinta esquina supuso la entrada de Métter en el panorama literario internacional. La novela ha sido traducida al menos a siete idiomas y obtuvo en 1992 el premio Grinzane Cavour como mejor novela extranjera editada ese año en Italia.

### Últimos años
Después del éxito internacional de La quinta esquina, Métter publicó en 1992 Genealogía, colección de relatos en la que retoma el material autobiográfico de El fin de la infancia, pero visto ahora desde la vejez y desde la evolución de la conciencia nacional en los años de la perestroika y postsoviéticos.
Izrail Métter falleció en San Petersburgo el 7 de octubre de 1996, dos días después de cumplir 87 años. Su esposa Ksenia le sobrevivió hasta 2007.

## Juicios críticos
Métter tiene la habilidad de conjugar perfectamente la emoción de una vida privada con la información de unos desastres públicos, haciendo resonar con unos resortes poéticos e irónicos muy poco corrientes los recuerdos de una juventud que se busca, en permanente y desafiante diálogo con lo que será su edad futura, su rechazada vejez. Mercedes Monmany

No es una hipérbole afirmar que [Métter] escribe con la intensidad de los grandes clásicos rusos. En algunos momentos, recuerda a Dostoievski, con sus complejos dilemas éticos, pero su fluidez narrativa y la cuidadosa arquitectura de la trama le acercan a Tolstoi. Por otro lado, el tono intimista y desesperanzado le aproxima a Chejov, pero nada sería más injusto que reducir sus méritos a la mera resonancia de otros autores. La quinta esquina no es un simple testimonio de las penurias del ser humano en las sociedades totalitarias, sino un estudio de las edades del hombre, con sus pasiones, esperanzas y fracasos. Rafael Narbona

Métter escribió relatos y novelas que expresan sutilmente sus observaciones de la vida cotidiana soviética, prestando especial atención a la escuela y al trabajo de la policía. Está comprometido con la objetividad, lejos de la  glorificación propagandística al describir esa vida. […] Su obra se caracteriza por la claridad del lenguaje, la psicología, la lealtad y la ausencia de conflictos exageradamente agudizados. En ocasiones la intención del autor aparece obviamente en la superficie; otras se conoce solo por indirectas, escondida bajo la cobertura de sencilla elegancia del humor o las descripciones figurativas. Wolfgang Kasack

## Obra traducida al español
- La quinta esquina, trad. Selma Ancira, Lumen, 1995. Nueva edición: Libros del Asteroide, 2014
- Genealogía y otros relatos, trad. Ricardo San Vicente, Lumen, 2001.